# Paracloeodes fleeki
Paracloeodes fleeki is een haft uit de familie Baetidae. De wetenschappelijke naam van de soort is voor het eerst geldig gepubliceerd in 2004 door McCafferty & Lenat.
De soort komt voor in de Verenigde Staten.